# Janusz Skolimowski
Janusz Skolimowski (ur. 27 marca 1947 w Warszawie) – polski prawnik i dyplomata, ambasador RP w Irlandii (1997–2002) i na Litwie (2005–2013), sekretarz do spraw ideologicznych Komitetu Zakładowego PZPR w MSZ w 1986 r.

## Życiorys
W 1969 r. ukończył studia na Wydziale Prawa Uniwersytetu Warszawskiego. W 1980 r. został absolwentem Akademii Dyplomatycznej MSZ ZSRR w Moskwie.
Po ukończeniu studiów pracował w Ośrodku Badania Przestępczości Ministerstwa Sprawiedliwości. W latach 1973–1977 był pracownikiem Komitetu Centralnego Polskiej Zjednoczonej Partii Robotniczej. W tym samym czasie wykładał w Akademii Spraw Wewnętrznych. Był osobistym sekretarzem Edwarda Gierka.
W 1977 r. rozpoczął pracę w służbie dyplomatycznej obejmując stanowisko I sekretarza Ambasady PRL w Moskwie. W latach 1981–1985 był radcą i kierownikiem Wydziału Konsularnego Ambasady w Trypolisie. Od 1985 r. pełnił funkcję zastępcy dyrektora Departamentu Konsularnego Ministerstwa Spraw Zagranicznych.
W latach 1988–1991 był konsulem generalnym w Londynie. Po powrocie do Polski kierował Departamentem Łączności, a od 1996 Departamentem Informatyki i Łączności MSZ. Od 1994 przewodniczył Międzyresortowemu Zespołowi ds. organizacji wymiany informacji z NATO i Unią Europejską. Zasiadał w Radzie Fundacji „Polsko-Niemieckie Pojednanie”. Współprzewodniczył Polsko-Litewskiej Komisji ds. Problemów Mniejszości Narodowych.
W latach 1997–2002 pełnił funkcję ambasadora w Irlandii. Od 2002 r. był szefem Departamentu Konsularnego i Polonii MSZ. Nadzorował przystosowanie polskich urzędów konsularnych do wymogów funkcjonowania w Unii Europejskiej. Od 2005 do 2013 kierował Ambasadą RP w Wilnie. Od 2013 do czerwca 2016 był prezesem zarządu Fundacji „Pomoc Polakom na Wschodzie”.